# Норманнский шлем

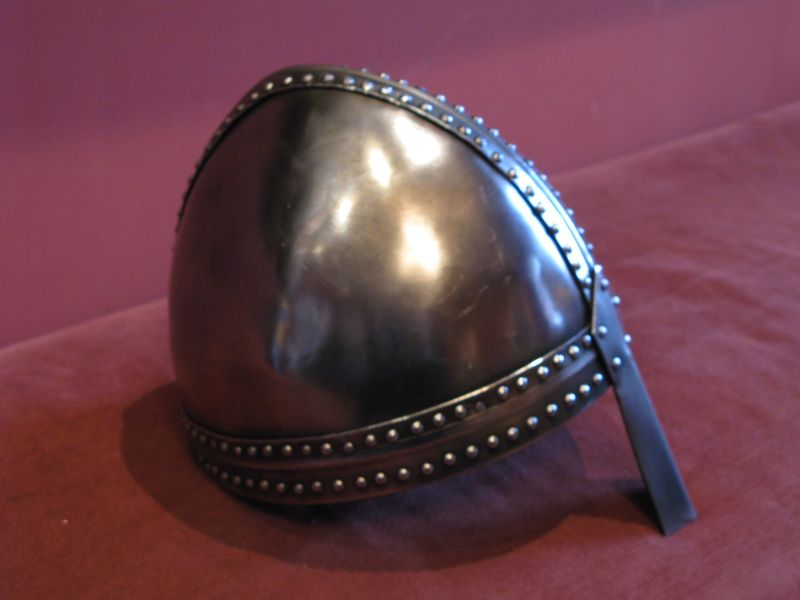
Норманнский шлем (реконструкция)

Норма́ннский шлем, или Шлем с наносником, — тип средневекового открытого шлема конической, «яйцевидной» или сфероконической формы. Как правило, спереди крепилась металлическая назальная пластина — наносник. Могли изготавливаться как с бармицей, так и без неё. Были широко распространены в Западной и Восточной Европе с X по XIII—XIV век.

## Название

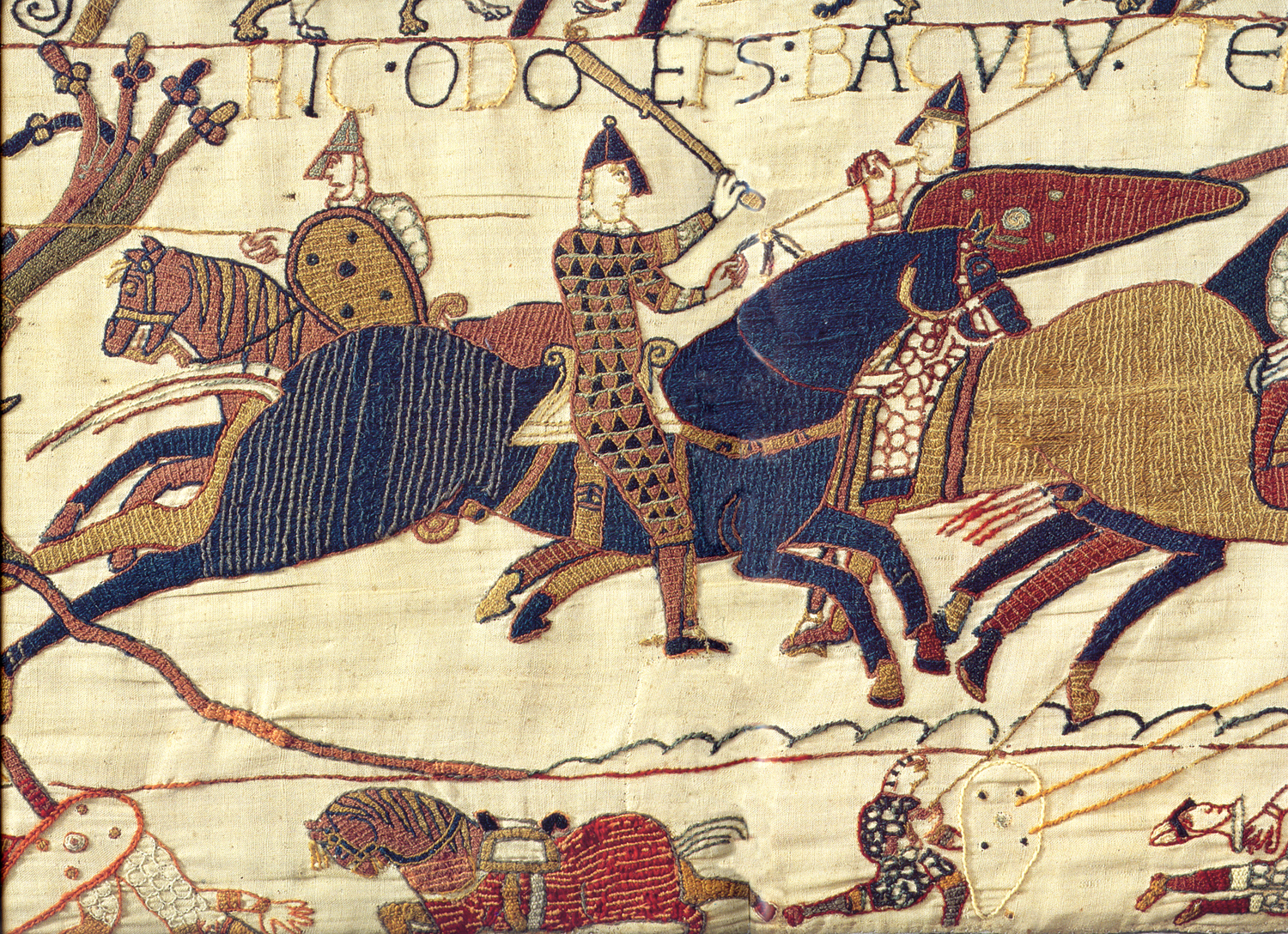
Норманнские воины на ковре из Байё.

В российской историографии данный тип шлема получил название норманнский по изображениям на ковре из Байё, посвящённым подготовке нормандского завоевания Англии и битве при Гастингсе, хотя на том же гобелене данный тип шлема используют и норманны, и англосаксы (например, сам Гарольд Годвинсон).
В западной историографии такой шлем получил название шлем с наносником (англ. Nasal helm). Название норманнский применительно к данному типу шлемов западными историками рассматривается как некорректное — в первую очередь потому, что он был распространён по всей Европе — как Западной, так и Восточной. Более того, в Скандинавии, откуда норманны пришли за полтора века до вторжения в Англию, такой шлем не был найден, хотя он и встречается в прикладном искусстве скандинавов (например, фигуры из шахматного набора с острова Льюис XII века и аналогичные артефакты из Тронхейма).

## Внешний вид

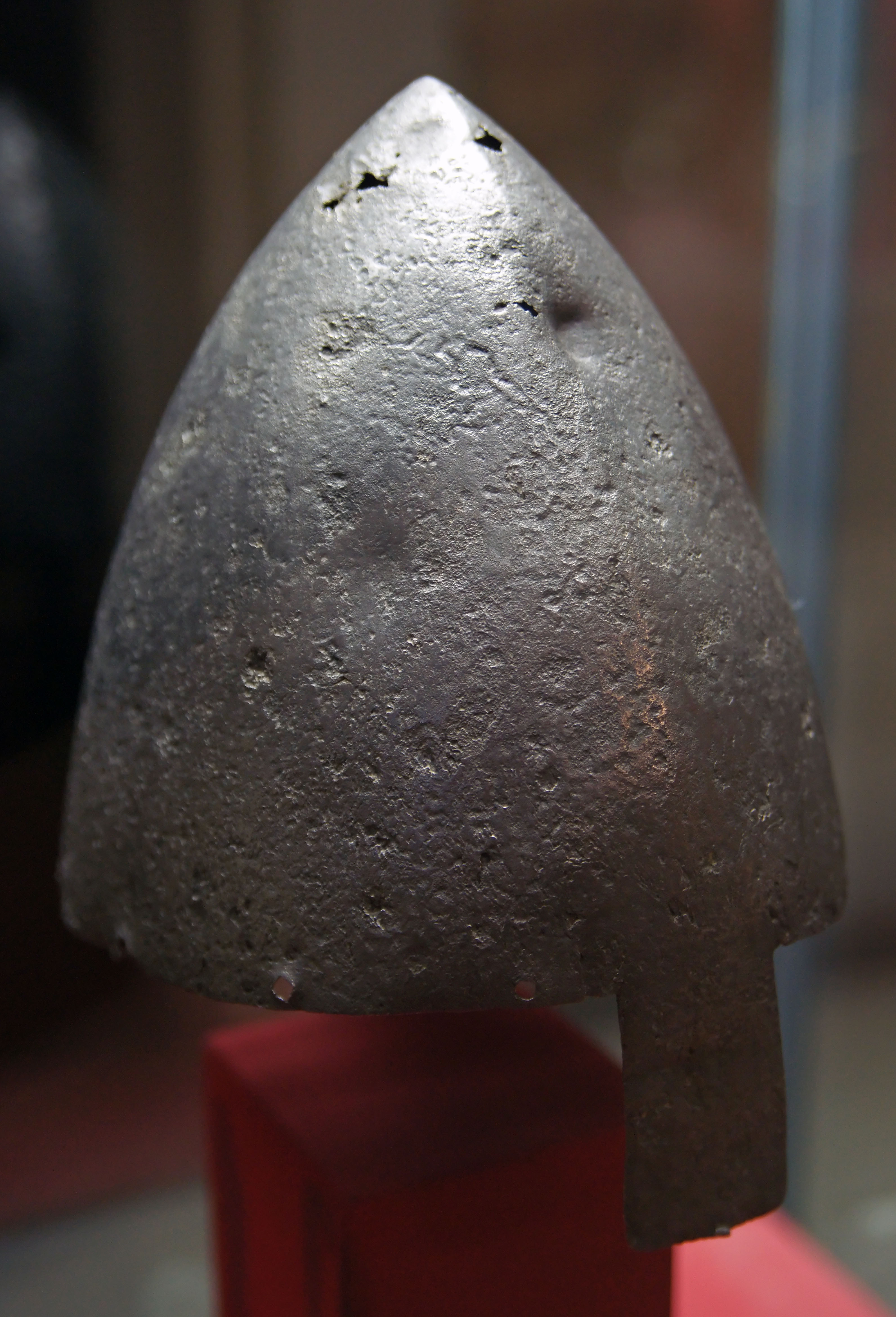
Моравский шлем XI века.
Музей истории искусств.

Представляли собой открытые шлемы, по форме могли быть коническими, «яйцевидными» или сферо-коническими (похожими на половину самопересекающегося тора с радиусом меньшим, чем радиус окружности, вращением которой он образуется). Такая форма шлема увеличивала защиту головы по сравнению с круглой формой и увеличивала площадь соскальзывания клинка.
Отличались невысокой тульёй, верхняя часть которой иногда образовывала небольшое заострение. Поначалу тулья состояла из нескольких частей металла (железа или меди), склёпанных между собой, что было продиктовано недостаточным уровнем развития технологии ковки сложных металлических изделий. В местах стыка часто устанавливали усиление в виде длинной и узкой металлической пластины по всему шву. Начиная с XI века, с развитием кузнечных технологий, появляются цельнокованые шлемы — в частности, известен русский шлем XI века из Немии и европейские конца XI — начала XII веков.
Спереди на шлем, как правило, крепился массивный металлический наносник, расширявшийся книзу. Иногда наносник заменялся лицевой пластиной или полумаской, но известны варианты и вообще без наносника.
Также шлем мог снабжаться кольчужной бармицей, закрывавшей шею и плечи сзади, реже также и спереди, но иногда оставляя открытым лицо. Об этом, в частности, свидетельствует ряд отверстий у основания шлема, предназначенных как для крепления внутренней обивки, так и для крепления бармицы.
Подобно горшковому топхельму, «норманнский» шлем мог украшаться гербовыми цветами и нести нашлемник. Эта традиция наглядно показана на страницах эпических куплетов Liber ad honorem Augusti Питера Эболи. Такая особенность встречается, например, на голландском шлеме из Мааса (Романо-германский Центральный музей, Майнц, Инв № 0.39806) — он выполнен без наносника, но имеет крепление для нашлемника.

## История

Шлем св. Вацлава

Шлемы этого типа или пришли в Европу с востока, а именно, согласно предположению А. Н. Кирпичникова, через Русь или Восточную Европу, или же произошли от древнегерманских каркасных шпангенхельмов, в свою очередь, развившихся из кавалерийских шлемов поздней Римской империи. В пользу последнего предположения говорит тот факт, что ранние формы «норманнских» шлемов также склепывались из нескольких кусков металла, а не выковывались из одного, как в XII—XIII веках.
По Европе подобные шлемы начинают распространяться примерно с IX века. Древнейшие образцы их относятся к X веку — это и чешский сферо-конический шлем короля Чехии св. Вацлава с наносником, и русский конический шлем из Гнёздова без наносника, но с петлями для бармицы.
«Шлем Вацлава» — один из самых известных «норманнских» шлемов. Шлем составлен из тульи, датируемой X веком, и более позднего наносника, украшенного серебром. В таком виде он никогда не использовался в бою и, скорее всего, являлся святой реликвией.
Сохранились также шлемы XI—XII веков, такие как «моравский» шлем из Оломоуца (Вена, Художественно-исторический музей, Инв. № HJRK A 41), выкованный из одного куска металла, или польский шлем с Ледницкого озера в Ледницком ландшафтном парке (Lednogóra, Muzeum НС Pierwszych Piastów Lednicy, Инв. № MPP 3/240/61/59).
В Европе шлемы часто надевались поверх кольчужного капюшона, но могли быть и с бармицей, в том числе защищавшей лицо. На Руси чаще снабжались кольчужной бармицей, закрывавшей сзади шею и плечи, реже — и спереди, но оставлявшей открытым лицо. Некоторые также имели наносник.
В XIII веке шлемы «норманнского» типа и их модификации теряют популярность и заменяются шлемами с большей защитой лица, но шлемы «норманнского» типа все же продолжают использоваться по всей Европе примерно до XIV века.